# 휠리아 코치이이트
휠리아 코치이이트(튀르키예어: Hülya Koçyiğit, 1947년 12월 12일 ~ )는 터키의 배우이다. 안탈리아 국제 영화제 황금오렌지상 여우주연상 5회(1969, 1973, 1975, 1983, 1990) 수상자이다.